# 1678 au théâtre
| Années du théâtre : 1675 - 1676 - 1677 - 1678 - 1679 - 1680 - 1681    |
| Décennies du théâtre : 1640 - 1650 - 1660 - 1670 - 1680 - 1690 - 1700 |

## Pièces de théâtre publiées
- Récit du divertissement comique des forces de l'amour et de la magie, représenté par les auteurs établis du Jeu de paume d'Orléans, faubourg St-Germain, pendant la foire, Paris : premier texte structuré conservé du théâtre de la foire[1].

## Pièces de théâtre représentées
- janvier : Les Nobles de province et Les Nouvellistes de Noël Lebreton de Hauteroche, Paris, Hôtel de Bourgogne.
- 7 janvier : Le Comte d'Essex de Thomas Corneille, Paris, Hôtel de Bourgogne.
- 14 janvier : La Dame médecin de Montfleury, Paris, Hôtel de Bourgogne.
- 25 février : Lyncée, tragédie de Gaspard Abeille, Paris, Hôtel de Bourgogne.
- 18 octobre : De gierigheydt [L'Avarice], une des pièces de Willem Ogier de sa série Les Sept Péchés capitaux, est représentée à la chambre de rhétorique De Violieren à Anvers.
- novembre : Anne de Bretagne, reine de France, tragédie de Louis Ferrier de La Martinière, Paris, Hôtel de Bourgogne
- 2 décembre : Le Cavalier par amour de Pierre Ortigues de Vaumorière, Paris, Hôtel de Guénégaud

## Décès
- 17 juin : Giacomo Torelli, peintre, ingénieur et scénographe italien, dont les innovations concernant la machinerie théâtrale sont à l'origine de nombreux dispositifs de mise en scène moderne, né le 1er septembre 1608.
- 13 octobre : Louis Béjart, comédien français, né en novembre 1630.